# Samostan Sumela
Samostan Sumela (grško Μονή Παναγίας Σουμελά, Moní Panagías Soumelá; turško Sümela Manastırı) je muzej in nekdanji grški pravoslavni samostan v Pontskih gorah, v okrožju Maçka v provinci Trabzon v sodobni Turčiji.
Ugnezden v strmi pečini na nadmorski višini približno 1200 metrov s pogledom na dolino Altındere je kraj velikega zgodovinskega in kulturnega pomena ter velika turistična atrakcija v narodnem parku Altındere. Zaradi povečanja skalnih podorov so 22. septembra 2015 samostan zaradi varnostnih razlogov za eno leto zaprli za javnost, da bi rešili problem; to je bilo kasneje podaljšano na tri leta. Za turiste je bil ponovno odprt 25. maja 2019. Samostan je eno najpomembnejših zgodovinskih in turističnih krajev v Trabzonu.

## Etimologija
Soumela izhaja iz grškega Sou Melá, kar pomeni 'črna (gora)' (kot temna/črna gora).

## Zgodovina
Ni znano, kdaj je bil samostan ustanovljen, vendar turško ministrstvo za kulturo in turizem postavlja datum okoli leta 386 našega štetja, v času vladavine cesarja Teodozija I. (375–395 našega štetja). Po Williamu Millerju sta samostan ustanovila dva atenska meniha z imenom Barnabas in Sofronios. Postal je znan po ikoni Bogorodice, znani kot Panagia Gorgoepekoos, ki naj bi jo naslikal apostol Luka.
V svoji dolgi zgodovini je samostan večkrat propadal in so ga obnavljali različni cesarji. V 6. stoletju našega štetja ga je obnovil in razširil bizantinski general Belizar po ukazu cesarja Justinijana I..
Svojo sedanjo obliko je dosegel v 13. stoletju, potem ko je postal pomemben v času obstoja Trebizondskega cesarstva. Medtem ko sta cesarja Bazilij Trabzonski in Ivan II. Trabzonski samostan bogato obdarila, je Sumela v času vladavine Aleksija III. Trabzonskega in mu je naročila, naj obnovi samostan. Krizobul iz leta 1365 potrjuje svobodo in avtonomijo samostana z vsemi njegovimi dednimi zemljišči in podrejenimi; jih oprosti vseh davkov, razen enega polletnega davka; in prav tako izvzema vse podložnike, ki se naselijo na tem zemljišču, pri čemer poimensko našteje 40 podložnikov. Takrat je samostan dobival vsako leto iz cesarskih skladov določen znesek. V času Manuela III. Trabzonskega, sina Alekseja III., in med vladavino naslednjih knezov je samostan Sumela dodatno obogatel s cesarskimi donacijami.
Po osvojitvi s strani osmanskega sultana Mehmeda II. leta 1461 je dobil sultanovo zaščito ter pravice in privilegije, ki so jih obnovili naslednji sultani. Samostan je skozi leta ostal priljubljen cilj menihov in popotnikov.
Leta 1682 in naslednja desetletja je bil v samostanu Phrontisterion Trapezous, znana grška izobraževalna ustanova v regiji.

## Moderno obdobje
Do konca ruske okupacije Trabzona (1916–1918) je samostan Sumela deloval in so ga obiskovali menihi ter krščanski in muslimanski romarji. Leta 1923 je Osmansko cesarstvo propadlo in po narodnoosvobodilni vojni je Mustafa Kemal Atatürk ustanovil neodvisno turško republiko. Po letu 1923 je bil samostan Sumela zapuščen po izmenjavi prebivalstva med Grčijo in Turčijo, kot je bilo določeno v Lozanskem sporazumu. Leta 1930 so tisti, ki so se preselili, ustanovili nov samostan, ki so ga poimenovali novi samostan Panagia Sumela na pobočju gore Vermion, blizu vasi Kastania blizu Verie, v grški Makedoniji. Nekaj zakladov iz starega samostana Sumela so prenesli v novega v Grčiji.
Leta 1930 je lesene dele samostana Sumela uničil požar, v naslednjih letih pa so druge dele samostana poškodovali in oropali lovci na zaklade.
Od 25. maja 2019 je samostan Sumela muzej, odprt za obiskovalce. Od leta 2012 turška vlada financira obnovitvena dela in samostan uživa oživitev v romanju iz Grčije, Gruzije in Rusije. Primarna funkcija samostana je turistična atrakcija. Gleda na gozdove in potoke, zaradi česar je priljubljen zaradi svoje estetike ter kulturnega in verskega pomena.
15. avgusta 2010 je bila v samostanskem kompleksu dovoljena pravoslavna bogoslužja. Za obisk 15. avgusta, na dan Marijinega vnebovzetja je potrebna posebna izkaznica, ki jo je izdal Ekumenski patriarhat v Carigradu, ko je božanska liturgija. Samo 450 do 500 obiskovalcev je dovoljenih v samostanu, za opazovanje dogodka so v bližnji kavarni na voljo širokozaslonski televizorji.
22. septembra 2015 je bil samostan zaradi nujne obnove in del na terenu za tri leta zaprt za obiskovalce. Ponovno so ga odprli 18. maja 2019.
Leta 2022 so video posnetki prikazali sodobno glasbo in ples na mestu. Med negodovanjem na internetu, da je bil zgodovinski samostan spremenjen v plesni klub, je bilo podano pojasnilo, da je to storjeno za promocijo turizma.

## Gradnja in stavbe
Glavni elementi samostanskega kompleksa so skalna cerkev, več kapelic, kuhinj, študentskih sob, gostišče, knjižnica in sveti izvir, ki ga častijo vzhodni pravoslavni kristjani.
Veliki akvadukt na vhodu, ki je oskrboval samostan z vodo, je zgrajen ob strani pečine. Akvadukt ima veliko obokov, ki so večinoma obnovljeni. Vhod v samostan vodi po dolgem in ozkem stopnišču. Ob vhodu je stražarnica. Od tam vodijo stopnice navzdol na notranje dvorišče. Na levi strani pred votlino je več samostanskih stavb. Jama, ki je bila preurejena v cerkev, je središče samostana. Knjižnica je na desni.
Velika stavba z balkonom na sprednjem delu pečine je služila za meniške celice in za bivanje gostov. Izvira iz leta 1840.
Notranje in zunanje stene skalne cerkve ter stene sosednje kapele so okrašene s freskami. Freske iz obdobja Aleksija III. Trabzondskega obdajajo notranjo steno skalne cerkve, ki gleda na dvorišče. Freske kapele, ki so bile poslikane v treh ravneh v treh različnih obdobjih, so datirane v začetek 18. stoletja. Freske spodnjega pasu so vrhunske kakovosti.
Freske samostana so zaradi vandalizma močno poškodovane. Glavni motiv fresk so svetopisemski prizori, ki pripovedujejo zgodbo o Jezusu in Devici Mariji.
Med obnovitvenimi deli v letih 2015–2017 je bil odkrit skrivni rov, ki je vodil do kraja, za katerega se domneva, da je služil kot tempelj ali kapela za kristjane. Odkrili so tudi nevidene freske, ki prikazujejo nebesa in pekel ter življenje in smrt.

## Galerija
- Sümela
- Interior
- Rock Church